# 関電機製作所
関電機製作所（せきでんきせいさくしょ）は、戦前の鉄道模型メーカー。交流3線式の35mmゲージ及びOゲージの鉄道模型を製造、販売していた。

## 概要
もともと大正時代に小型電気扇風機や電熱器を製造する会社であったが、昭和になり扇風機のモータに手を加え模型用モータとして鉄道模型の製造を開始した。また多くの実用新案を出願していた。戦時体制による金属入手難により製造できなくなった。戦後まもなく山崎喜陽が経営者を訪ねたが再開する気はないといわれたという。
早くから国産化に取り組み輸出も手がける。つくりは今日の基準では鉄道模型というよりティンプレートに属する玩具的な物だったが堅牢なつくりにより、走行性は当時のものとしては比較的安定していた。C51形蒸気機関車や電気機関車をデフォルメした製品を送り出した。戦後の電関がモータと動輪にウォームギア、動輪間の伝動にベルトを用いていたのに対して、車輪と並行に設置されたモータから平歯車でフランジがギアを兼ねている動輪に伝動する方式が特徴だった。その為、ウォームギア伝動と比較して伝達効率が高く、ウォームギアのように細かい調整を行わなくても走行し、電源を切ってからもしばらく惰性で走行した。一方、構造上減速比を大きくする事は難しかった。中央の軌条から集電する為の集電子は銅のスプーン状のプレス成型の物が2つ付いていた。また、進行方向に応じて前照灯が点灯するようになっていた。前照灯の電球は円錐形の専用の電球が用いられていて交換出来るようになっていた。進行方向は車体に取り付けられたスイッチを手動で切り替える方式だった。
現在では箱を含めて状態の良い物は少ない。戦前の鉄道模型の入門者には関電機製品から入門した者も多く、多数の模型少年を育成した。木や紙でできた模型飛行機等と比較すると高価で当時台頭しつつあった中産階級の子弟が主要な購買層となった。カワイモデル等、他社製品が部品、組み立てキットの形式で主に模型専門店等で販売されたのに対して関電機製品は主に百貨店等の小売ルートで完成品が販売された。また、箱に描かれた絵と箱の中の実際の製品は特徴を捉えつつも似ても似付かぬ物で、誇大広告ともいえる事も特徴だった。車両本体だけでなく、制御用の変圧器やレール、信号機等も供給した。販売時には車両とレールがセットになって販売される例が多かった。同社は輸出を手がけていた事もあり、国内外のOゲージ製品とも互換性があり、カツミ等後発の3線式Oゲージメーカーにも影響を与えた。

## 製品
C51（軸配置1C）、C53流線形（軸配置1C）、C55流線形（軸配置1C）、C54（軸配置1C）、ED50、ED16、モハ42、信号機、踏切、ホーム（自動停止器付）、ホーム（ベル付）等